# Бранко Мирковић
Бранко Мирковић (Книнско Поље, код Книна, 6. мај 1923 — Београд, 20. новембар 1987) био учесник Народноослободилачке борбе, пуковник ЈНА и друштвено-политички радник Социјалистичке Републике Србије.

## Биографија
Рођен 6. маја 1923. године у Книнском Пољу, код Книна. Његови родитељи — отац Мирко и мајка Аница, рођена Медић, имали су још петоро деце — три сина и две ћерке.
Основну школу је завршио у родном месту, а гимназију је похађао у Книну. Године 1940, као ученик осмог разреда се супротставио професору, који је јавно пропагирао фашизам и због тога је био избачен из школе, без права уписа, на годину дана, у све гимназије Краљевине Југославије.
Почетак Априлског рата, 1941. године, затекао га је у Книну где се, са браћом, као добровољац прикључио Југословенској војсци у одбрани земље. Одмах после капитулације, избегавајући усташки терор, пошао је са групом истомишљеника у Динару, где је убрзо формирана Книнска партизанска чета.
Од формирања Друге далматинске ударне бригаде, 3. октобра 1942. на Уништу, до краја рата, био је у саставу ове бригаде, вршећи разне функције — од борца до начелника Штаба бригаде.
С бригадом је прошао све борбене операције на Дрини, Неретви и Сутјесци, до ослобађања Дубровника и дела Јадранске обале. У току битке на Сутјесци, као заменик команданта Другог батаљона, командовао борбама на Горњим Барама. Током 1942. године је примљен у чланство Комунистичке партије Југославије (КПЈ).
По завршетку рата, 1946. је упућен на школовање у Совјетски Савез, где је 1947. године завршио Командну академију „Вистрел“. После повратка у Југославију, завршио је Вишу војну академију и Ратну школу ЈНА. У Југословенској народној армији (ЈНА) је обављао дужности — наставника тактике на Војној академији у Сарајеву, команданта бригаде, начелника Секретаријата Народне одбране града Београда и др. Пензионисан је 1964. године у чину пуковника ЈНА.
После пензионисања из ЈНА, наставио је да ради на јавним и друштвеним пословима. Био је директор Дирекције за путеве („Београд пут“) до 1976. и потпредседник Извршног савета Скупштине града Београда до 1986. године.
Био је дугогодишњи председник Боксерског савеза Југославије (БСЈ) и функционер Европске аматерске боксерске организације.
Умро је 20. новембра 1987. године у Београду и сахрањен је у Алеји заслужних грађана на Новом гробљу у Београду.
Носилац је Партизанске споменице 1941. и других југословенских одликовања.